# ラジオいきいき倶楽部
ラジオいきいき倶楽部（ラジオいきいきくらぶ）は、NHKラジオ第1放送で1999年4月1日から2003年3月28日まで放送されたラジオ番組である。

## 放送時間
- 月曜日 - 土曜日 8:30 - 11:50

## 出演者
平日
- 二見和男（1999年4月 - 2001年3月）
- 青木裕子（1999年4月 - 2002年3月）
- 村上信夫（2001年4月 - 2003年3月）

土曜日
- 鎌田正幸
- 坪郷佳英子

関西発（月最終週）
- 井筒屋勝己（1999年4月 - 5月）
- 緒方喜治（1999年6月 - 2003年2月）